# Bole Lufthavn
Addis Abeba-Bole International Airport eller bare Bole International Airport er den internationale lufthavn i Addis Abeba, Etiopien. Den ligger 18 km sydøst for Addis Abeba centrum og 65 km nord for Debra Ziet.
En af Afrikas største forretnings-lufthavn efter O.R. Tambo International Airport, Cairo International Airport, Cape Town International Airport and Sharm el-Sheikh International Airport (2008).
Lufthavnen er Etiopiens største og beflyves af ca. 15 forskellige flyselskaber, der i 2008 (Januar-November) transporterede 5,8 mio. passagerer til og fra lufthavnens 101 destinationer.
Bole Airport har 2 start- og landingsbaner (3800 m, 3700 m), og 2 terminaler.
Lufthavnen drives af det statslige Ethiopian Airlines.